# Søren Frederiksen (fodboldspiller, født 1989)
 Der er flere personer med dette navn, se Søren Frederiksen.
Søren Frederiksen (født 7. august 1989 i Sønderborg) er en dansk tidligere fodboldspiller, der i sin karriere blandt andet spillede for SønderjyskE, AaB og Viborg FF.

## Klubkarriere
Søren Frederiksen indledte karrieren i SUB Sønderborg, og skiftede herefter den 1. juli 2006 til SønderjyskE.

### FC København
I juni 2010 blev det offentliggjort, at Frederiksen havde skrevet kontrakt med F.C. København, der dog som en del af aftalen med det samme indgik lejeaftale med SønderjyskE, således at Søren Frederiksen forsatte i SønderjyskE for sæsonen 2010/11. Den 1. september 2010 blev lejeaftalen imidlertid ophævet, hvorefter Søren Frederiksen indgik i F.C. Københavns trup fra dette tidspunkt. Frederiksen opnåede dog kun 4 kampe for FCK i efteråret 2010, og i januar 2011 blev det offentliggjort, at FCK havde indgået en ny lejeaftale med SønderjyskE om udleje af Frederiksen, denne gang for forårssæsonen 2011.
Frederiksen blev i forårssæsonen 2012 udlejet til 1. divisionsklubben Vejle Boldklub Kolding.

### AaB
Den 31. januar 2013 meddelte AaB at man havde skrevet en to-årig kontrakt med Frederiksen. Han fik sin debut i Superligaen for AaB den 1. marts 2013, da han startede inde og spillede de første 60 minutter i et 3-2-nederlag ude til Silkeborg IF.
Søren Frederiksen scorede sit første mål for AaB den 28 marts 2013, da AaB og Horsens spillede 2-2.
Han fik ved udgangen af 2014 ikke tilbudt kontraktforlængelse.

### KR Reykjavík
Han skrev den 16. januar 2015 under på en kontrakt gældende frem til slutningen af 2016 med islandske KR Reykjavík efter i en periode efter sit stop i AaB ved årsskiftet at have været rygtet til klubben.

### Viborg FF
Den 28 januar 2016 meddelte Viborg FF, at de havde købt Søren Frederiksen i KR Reykjavik, hvor han skrev under på en toårig kontrakt.

### SønderjyskE
Den 13. juli 2017 blev det offentliggjort at SønderjyskE havde skrevet kontrakt med Frederiksen fra januar 2018, når hans kontrakt i Viborg FF var udløbet. Søren Frederiksen var skadet i hele sin sidste tid i Viborg FF, og nåede kun at spille en enkelt kamp i 5 måneder.
Han indstillede karrieren i februar 2020.

## Titler
- AaB
  - Superligaen: 2013/14
  - DBU Pokalen: 2014